# Hylomys parvus
Hylomys parvus là một loài động vật có vú trong họ Erinaceidae, bộ Erinaceomorpha. Loài này được Robinson & Kloss mô tả năm 1916.